# Cmentarz Centralny Friedrichsfelde w Berlinie

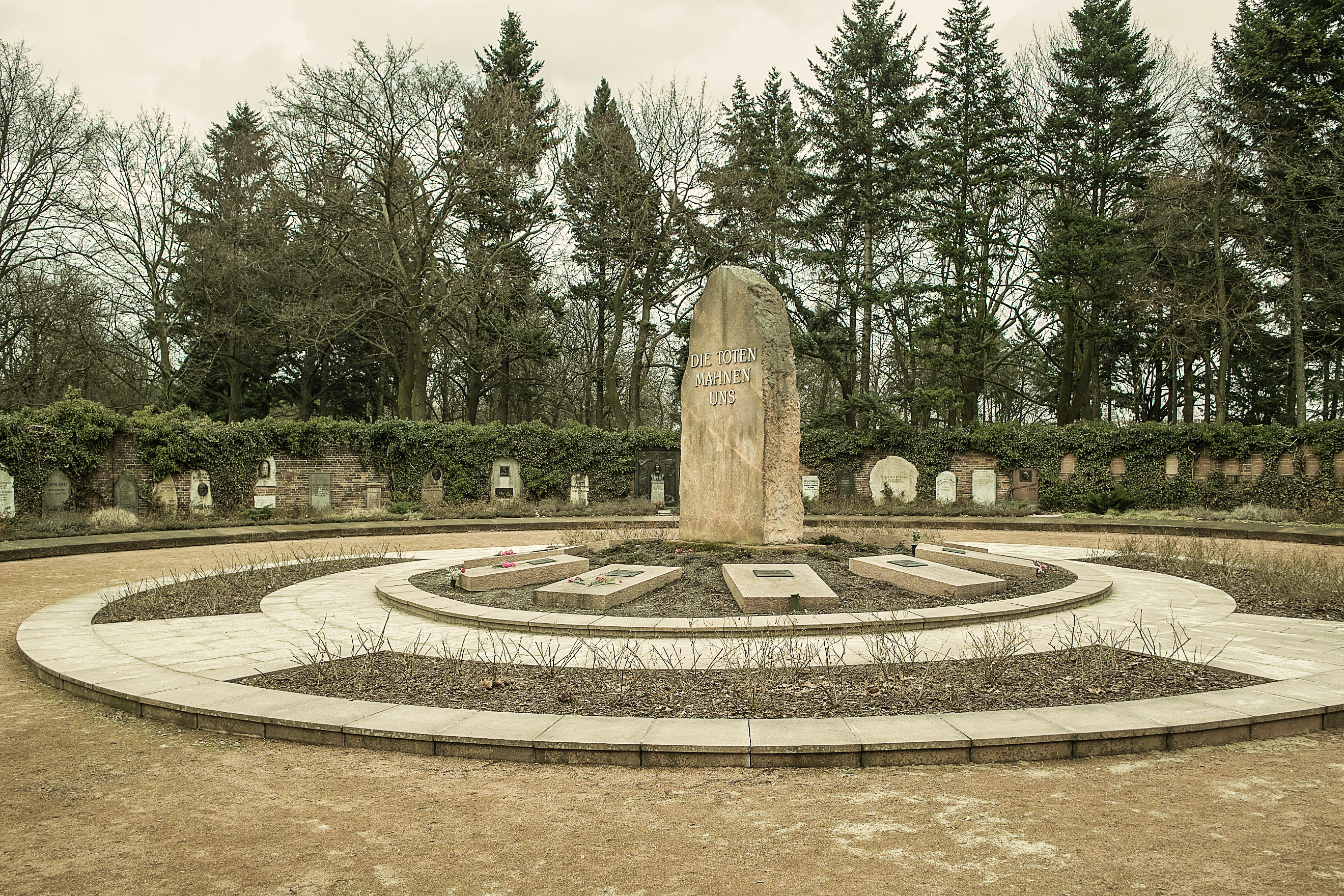
Miejsce Pamięci Socjalistów (Gedenkstätte der Sozialisten) na Cmentarzu Centralnym Friedrichsfelde

Cmentarz Centralny Friedrichsfelde w Berlinie (Zentralfriedhof Friedrichsfelde) – założony w 1881 jako Berliner Gemeindefriedhof Friedrichsfelde, położony w berlińskiej dzielnicy Lichtenberg jest jednym z najbardziej znanych cmentarzy w Berlinie. Od 1900 pod obecną nazwą.
Po pogrzebie w 1919 r. Wilhelma Liebknechta, założyciela Partii Socjaldemokratycznej (SPD), cmentarz stał się miejscem spoczynku wielu socjaldemokratycznych, socjalistycznych i komunistycznych polityków i działaczy. Jeszcze przed I wojną światową nadano mu nazwę „Socjalistycznego Cmentarza”. Później zbudowano tamże Pomnik Socjalistów. W okresie NRD pełnił funkcję centralnego miejsca pochówku liderów tego kraju.
Cały cmentarz jest zabytkiem.

## Miejsca pochówku
- Miejsce Pamięci 1918/19/20 z Pomnikiem Rewolucji
- Miejsce Pamięci Socjalistów
- Miejsce pochówku ofiar i ofiar reżimu nazistowskiego
- Miejsce pochówku ludzi kultury i sztuki

## Zostali tam pochowani[2]
- Alexander Abusch
- Anton Ackermann
- Erich Apel
- Friedrich Ebert jr.
- Georg Ewald
- Werner Felfe
- Klaus Fuchs
- Otto Grotewohl
- Gerhard Grüneberg
- Heinz Hoffmann
- Käthe Kollwitz
- Werner Lamberz
- Karl Liebknecht
- Wilhelm Liebknecht
- Róża Luksemburg
- Hermann Matern
- Karl Mewis
- Erich Mielke
- Albert Norden
- Wilhelm Pieck
- Heinrich Rau
- Ernst Thälmann
- Walter Ulbricht
- Paul Verner
- Herbert Warnke
- Otto Winzer
- Markus Wolf